# أنطونيو فاليرو
أنطونيو فاليرو (بالإسبانية: Antonio Valero Yubero)‏ هو لاعب كرة قدم إسباني في مركز الدفاع، ولد في 31 مارس 1932 في مدريد في إسبانيا، وتوفي في 3 أكتوبر 2018 في إشبيلية في إسبانيا. لعب مع نادي إشبيلية.

## وصلات خارجية
- أنطونيو فاليرو على موقع قاعدة بيانات كرة القدم.إي يو (الإنجليزية)
- أنطونيو فاليرو على موقع ناشيونال فوتبول تيمز (الإنجليزية)